# 2009 год
2009 (две ты́сячи девя́тый) год  по григорианскому календарю — невисокосный год, начинающийся в четверг. Это 2009 год нашей эры, 9‑й год 1‑го десятилетия XXI века 3‑го тысячелетия, 10‑й год 2000‑х годов. Он закончился 16 лет назад.
| Пн | Вт | Ср | Чт | Пт | Сб | Вс |
|    |    |    | 1  | 2  | 3  | 4  |
| 5  | 6  | 7  | 8  | 9  | 10 | 11 |
| 12 | 13 | 14 | 15 | 16 | 17 | 18 |
| 19 | 20 | 21 | 22 | 23 | 24 | 25 |
| 26 | 27 | 28 | 29 | 30 | 31 |    |

| Пн | Вт | Ср | Чт | Пт | Сб | Вс |
|    |    |    |    |    |    | 1  |
| 2  | 3  | 4  | 5  | 6  | 7  | 8  |
| 9  | 10 | 11 | 12 | 13 | 14 | 15 |
| 16 | 17 | 18 | 19 | 20 | 21 | 22 |
| 23 | 24 | 25 | 26 | 27 | 28 |    |

| Пн | Вт | Ср | Чт | Пт | Сб | Вс |
|    |    |    |    |    |    | 1  |
| 2  | 3  | 4  | 5  | 6  | 7  | 8  |
| 9  | 10 | 11 | 12 | 13 | 14 | 15 |
| 16 | 17 | 18 | 19 | 20 | 21 | 22 |
| 23 | 24 | 25 | 26 | 27 | 28 | 29 |
| 30 | 31 |    |    |    |    |    |

| Пн | Вт | Ср | Чт | Пт | Сб | Вс |
|    |    | 1  | 2  | 3  | 4  | 5  |
| 6  | 7  | 8  | 9  | 10 | 11 | 12 |
| 13 | 14 | 15 | 16 | 17 | 18 | 19 |
| 20 | 21 | 22 | 23 | 24 | 25 | 26 |
| 27 | 28 | 29 | 30 |    |    |    |

| Пн | Вт | Ср | Чт | Пт | Сб | Вс |
|    |    |    |    | 1  | 2  | 3  |
| 4  | 5  | 6  | 7  | 8  | 9  | 10 |
| 11 | 12 | 13 | 14 | 15 | 16 | 17 |
| 18 | 19 | 20 | 21 | 22 | 23 | 24 |
| 25 | 26 | 27 | 28 | 29 | 30 | 31 |

| Пн | Вт | Ср | Чт | Пт | Сб | Вс |
| 1  | 2  | 3  | 4  | 5  | 6  | 7  |
| 8  | 9  | 10 | 11 | 12 | 13 | 14 |
| 15 | 16 | 17 | 18 | 19 | 20 | 21 |
| 22 | 23 | 24 | 25 | 26 | 27 | 28 |
| 29 | 30 |    |    |    |    |    |

| Пн | Вт | Ср | Чт | Пт | Сб | Вс |
|    |    | 1  | 2  | 3  | 4  | 5  |
| 6  | 7  | 8  | 9  | 10 | 11 | 12 |
| 13 | 14 | 15 | 16 | 17 | 18 | 19 |
| 20 | 21 | 22 | 23 | 24 | 25 | 26 |
| 27 | 28 | 29 | 30 | 31 |    |    |

| Пн | Вт | Ср | Чт | Пт | Сб | Вс |
|    |    |    |    |    | 1  | 2  |
| 3  | 4  | 5  | 6  | 7  | 8  | 9  |
| 10 | 11 | 12 | 13 | 14 | 15 | 16 |
| 17 | 18 | 19 | 20 | 21 | 22 | 23 |
| 24 | 25 | 26 | 27 | 28 | 29 | 30 |
| 31 |    |    |    |    |    |    |

| Пн | Вт | Ср | Чт | Пт | Сб | Вс |
|    | 1  | 2  | 3  | 4  | 5  | 6  |
| 7  | 8  | 9  | 10 | 11 | 12 | 13 |
| 14 | 15 | 16 | 17 | 18 | 19 | 20 |
| 21 | 22 | 23 | 24 | 25 | 26 | 27 |
| 28 | 29 | 30 |    |    |    |    |

| Пн | Вт | Ср | Чт | Пт | Сб | Вс |
|    |    |    | 1  | 2  | 3  | 4  |
| 5  | 6  | 7  | 8  | 9  | 10 | 11 |
| 12 | 13 | 14 | 15 | 16 | 17 | 18 |
| 19 | 20 | 21 | 22 | 23 | 24 | 25 |
| 26 | 27 | 28 | 29 | 30 | 31 |    |

| Пн | Вт | Ср | Чт | Пт | Сб | Вс |
|    |    |    |    |    |    | 1  |
| 2  | 3  | 4  | 5  | 6  | 7  | 8  |
| 9  | 10 | 11 | 12 | 13 | 14 | 15 |
| 16 | 17 | 18 | 19 | 20 | 21 | 22 |
| 23 | 24 | 25 | 26 | 27 | 28 | 29 |
| 30 |    |    |    |    |    |    |

| Пн | Вт | Ср | Чт | Пт | Сб | Вс |
|    | 1  | 2  | 3  | 4  | 5  | 6  |
| 7  | 8  | 9  | 10 | 11 | 12 | 13 |
| 14 | 15 | 16 | 17 | 18 | 19 | 20 |
| 21 | 22 | 23 | 24 | 25 | 26 | 27 |
| 28 | 29 | 30 | 31 |    |    |    |

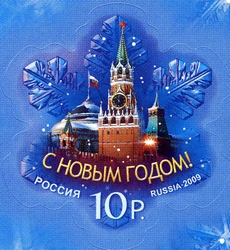
Почтовая марка России, 2009 год

2009 год вошёл в пятёрку самых тёплых лет за всю историю метеонаблюдений, указывает Всемирная метеорологическая организация (ВМО).
- В связи с 400-летием астрономических открытий Галилео Галилея объявлен ЮНЕСКО Международным годом астрономии.
- Год Сталина в Китае[1].
- Год тысячелетия Литвы в Литве[2]
- Год Болгарии в России[3].
- Год молодёжи в России[4][5].
- Год родной земли в Беларуси.
- Год Республики Индии в России[6].
- Год Франции в России[7].
- Год русского языка в Китае[8].
- Международные годы ООН:
  - Международный год астрономии (резолюция № 62/200).
  - Международный год обучения в области прав человека (начало — 10 декабря 2023 года) (резолюция № 62/171).
  - Международный год примирения (резолюция № 61/17).
  - Международный год природных волокон (резолюция № 61/189).

## События
См. также: Категория:2009 год

### Январь
- 1 января
  - В 10:00 по московскому времени Газпром прекратил поставки газа на Украину в полном объёме[9][10]. (Подробнее см. Газовый конфликт между Россией и Украиной 2008—2009 года).
  - Австрия, Япония, Уганда, Мексика и Турция получают места в Совете Безопасности ООН.
  - Асунсьон — столица Парагвая, получила статус Американской культурной столицы, а Вильнюс и Линц — статус Европейских культурных столиц.
  - Единый госэкзамен стал обязательным во всей России[11].
  - Словакия перешла на евро и стала 16-м членом еврозоны.
  - Чехия стала Государством-председателем Совета Европейского союза.
  - Великобритания запретила продажу ламп накаливания мощностью более 60 Вт[12]. Лампы накаливания исчезнут из торговой сети ЕС к сентябрю 2012 года[13].
- 3 января
  - Армия обороны Израиля начала сухопутную часть операции «Литой свинец»[14].Атака Израиля вызвала взрыв в жилой части сектора Газа (12 января 2009)
  - В Буэнос-Айресе стартовало ралли «Дакар-2009»[15].
- 9 января — на Алтае потерпел катастрофу вертолёт Ми-171 компании «Газпромавиа», погибли 7 из 11 человек на борту, в том числе — Александр Косопкин — полномочный представитель Президента РФ в Государственной думе и Сергей Ливишин — сотрудник аппарата Госдумы РФ.
- 11 января — прошла 66-я церемония вручения кинопремии «Золотой глобус»[16].
- 13 января — эфиопские вооружённые силы покинули Сомали, где последние два года пытались поддерживать порядок.
- 15 января
  - Airbus A320, следовавший рейсом 1549 авиакомпании US Airways, совершил аварийную посадку на воду реки Гудзон в Нью-Йорке[17].
  - Официальная церемония открытия Международного года астрономии[18].
- 18 января — Израиль в одностороннем порядке прекратил боевые действия в секторе Газа, где начиная с 27 декабря 2008 года проходила израильская военная операция «Литой свинец»[19].
- 19 января — разрешён газовый конфликт между Россией и Украиной.
- 20 января — инаугурация президента США Барака Обамы.
- 22 января
  - Барак Обама подписывает приказ о закрытии в течение года лагеря для интернированных в заливе Гуантанамо, где содержались неграждане, которым были предъявлены обвинения в терроризме.
  - Конголезский повстанческий лидер Лоран Нкунда захвачен руандскими вооружёнными силами — в ходе попытки пересечь границу Руанды.
- 23 января — с космодрома Танегасима запущен на околоземную орбиту спутник «Ibuki», первый в мире спутник для определения содержания парниковых газов в атмосфере Земли[20].
- 25 — 27 января — внеочередной Архиерейский собор Русской православной церкви. Поместный собор Русской православной церкви избрал нового Патриарха Московского и всея Руси. Им стал Кирилл.
- 26 января
  - Первое слушание Международным Уголовным Судом по делу бывшего лидера Конголезского патриотического союза Томаса Любанги прошло успешно. Ему предъявлены обвинения в привлечении молодых солдат к грабежам, убийствам и изнасилованиям.
  - Создано Международное агентство по возобновляемым источникам энергии[21].
- 28 января — открытие Ежегодного Всемирного экономического форума в Давосе, Швейцария[22].
- 30 января
  - С космодрома Плесецк с помощью ракеты-носителя Циклон-3 запущен российский космический аппарат Коронас-Фотон.
  - Финансовый кризис 2008 года в Исландии: Крах исландского правительства и банковской системы, премьер-министр Гейр Хилмар немедленно уходит в отставку.
- 31 января
  - Старт турнира Кубок Легенд в Москве.
  - В Ираке прошли выборы в местные органы власти[23]

### Февраль
- 1 февраля — интронизация новоизбранного Патриарха Московского и всея Руси Кирилла.
- 3 февраля — в честь 30-й годовщины Иранской революции запущен первый иранский искусственный спутник Земли «Омид»[24].
- 4 февраля — в столице Мадагаскара Антананариву по меньшей мере 28 человек погибли и более 200 получили ранения в результате обстрела полицейскими оппозиционной демонстрации против действующего президента Марка Раваломанану[25].
- 10 февраля — в Израиле прошли внеочередные выборы в Кнессет[26].
- 10 февраля — первое в истории столкновение американского и российского спутников.
- 22 февраля — в Голливуде состоялась церемония вручения кинопремии «Оскар» за 2008 год. Лучшим фильмом года признан «Миллионер из трущоб»[27].
- 25 февраля — авиалайнер Boeing 737-8F2 авиакомпании Turkish Airlines, упал в Амстердаме при заходе на посадку[28].
- 25 февраля — до 81 человека выросло число жертв бунта пограничников в Бангладеш, вспыхнувшего 25 февраля в столице страны Дакке[29].

### Март
- 1 марта — китайский лунный зонд «Чанъэ-1» закончил программу исследований, и был уничтожен путём жёсткой посадки на лунную поверхность. Одной из задач спутника было построение трёхмерной топографической карты Луны[30].
- 7 марта — открыта станция метро «Спасская» Петербургского метрополитена.
- 7 марта — с мыса Канаверал стартовал космический телескоп «Кеплер» предназначенный для поиска внеземной жизни[31].
- 9 марта — президент США Барак Обама снял все ограничения на проведение исследований стволовых клеток эмбриона человека[32].
- 15 марта — 125-й старт (STS-119) по программе Спейс Шаттл. 36-й полет шаттла Дискавери. Экипаж — Ли Аршамбо, Тони Антонелли, Джон Филлипс, Стив Свэнсон, Джозеф Акаба, Ричард Арнольд, Коити Ваката (Япония). Продолжение строительства Международной космической станции. Шаттл вернулся 28 марта.
- 22 марта — первый тур президентских выборов в Республике Македонии.
- 26 марта — запуск космического корабля «Союз ТМА-14» к МКС. Экипаж старта — Г. И. Падалка, М. Баррат (США) и Ч. Шимоньи (Венгрия-США).
- 29 марта — парламентские выборы в Черногории.

- 26 марта — указом президента Украины В. А. Ющенко для награждения граждан, внёсших значительный вклад в возрождение национальных культурно-художественных, военно-исторического наследия, заслуг в деле государственного строительства, благотворительности и другой деятельности, учреждён орден «Крест Ивана Мазепы» (см. Без точных дат 1940 год)[33].

### Апрель
- 1 апреля — Албания и Хорватия присоединились к НАТО.
- 2 апреля — Лондонский саммит G-20
- 3 — 4 апреля — юбилейный саммит НАТО в Страсбурге, Келе и Баден-Бадене.
- 5 апреля — КНДР попыталась запустить ИСЗ «Кванмёнсон-2» (спутник упал в Тихий океан).
- 5 апреля — парламентские выборы в Молдове.
- 5 апреля — второй тур президентских выборов в Республике Македонии.
- 7 апреля
  - Массовые беспорядки в Кишинёве.
  - Верховный суд Перу приговорил экс-президента страны Альберто Фухимори к 25 годам тюремного заключения, после того как он был признан виновным в нарушениях прав человека[34].
- 8 апреля — приземление космического корабля Союз ТМА-13 с международным экипажем на борту.
- 12 апреля — правительство Зимбабве объявило о приостановлении выпуска своей национальной валюты — доллара Зимбабве. Выпущенные купюры будут действительны до 30 июня 2009 года.
- 14 апреля — телеканал Планета Спорт прекращает своё вещание выпуском новостей Вести-спорт.
- 16 апреля — в Чечне отменён режим «контртеррористической операции», действовавший с 1999 года[35].
- 18 апреля — парламент Сомали принял решение о введении на территории страны шариата[36].
- 19 апреля — празднование православной Пасхи.
- 20 апреля — выход альбома Sounds Of The Universe группы Depeche Mode.
- 21 апреля — ЮНЕСКО запустило Всемирную цифровую библиотеку.
- 27 апреля — майор полиции открыл огонь по людям в московском супермаркете.
- 30 апреля — массовое убийство в Азербайджанской государственной нефтяной академии.
- В Мексике началась вспышка свиного гриппа.

### Май
- 3 мая — на очередных президентских выборах в Панаме победу одержал представитель оппозиционной партии, 57-летний владелец сети супермаркетов Рикардо Мартинелли. Действующий президент Мартин Торрихос не мог участвовать в выборах ввиду того, что конституция ограничивает период президентства одним сроком[37].
- 11 мая — 126-й старт (STS-125) по программе Спейс Шаттл с международным экипажем на борту. 30-й полет шаттла Атлантис. Пятый полёт к телескопу «Хаббл».
- 16 мая — представитель Норвегии Александр Рыбак победил на конкурсе песни Евровидение в Москве.
- 17 мая
  - В парламент Кувейта впервые избраны женщины[38].
  - Президентом Литвы избрана Даля Грибаускайте.
- 18 мая — гражданская война на Шри-Ланке объявлена оконченной.
- 20 мая — финал Кубка УЕФА в Стамбуле. Победитель — донецкий «Шахтёр».
- 25 мая — КНДР провела второе (возможно, третье) ядерное испытание в своей истории.
- 26 мая — президент Нигера Мамаду Танджа подписал указ о роспуске Национального собрания[39].
- 27 мая — запуск космического корабля «Союз ТМА-15» с международным экипажем на борту к МКС.
- 27 мая — Финал Лиги Чемпионов УЕФА в Риме. Победитель — «Барселона».

### Июнь
- 1 июня — катастрофа Airbus A330 над Атлантическим океаном. Погибло 228 человек.
- 4 — 7 июня — выборы в Европарламент.
- 8 июня — умер Омар Бонго, президент Габона в течение 42 лет.
- 8 июня — молочная война — обострение отношений между Беларусью и Россией 8 июня 2009 года в связи с молочным экспортом[40].
- 11 июня — впервые за 40 лет ВОЗ объявила о всемирной пандемии свиного гриппа.
- 12 июня — президентские выборы в Иране.
- 12 июня — США перешли с аналогового телевидения на цифровое.
- 13 июня — массовые беспорядки в Иране.
- 15—16 июня — саммиты ШОС и БРИК в Екатеринбурге, Россия[41].
- 15—29 июня — чемпионат Европы по футболу среди молодёжных команд.
- 19 июня — запуск Lunar Reconnaissance Orbiter.
- 22 июня — покушение на президента Ингушетии Юнус-бека Евкурова.
- 25 июня — Майкл Джексон скончался в результате передозировки препаратами (пропофола).
- 28 июня — военный переворот в Гондурасе.

### Июль
- 1 июля — Швеция стала государством-председателем Совета Европейского союза.
- 1 июля — в России разрешена деятельность игорных заведений только в специальных игорных зонах.
- 5 июля — китайские солдаты оружием подавили акцию протеста уйгуров в г. Урумчи, были убитые и раненые[42][43].
- 6 — 7 июля — визит президента США Барака Обамы в Россию.
- 8 — 10 июля — саммит G8 в Л’Акуиле, Италия.
- 15 июля — 127-й старт (STS-127) по программе Спейс Шаттл. 23-й полёт шаттла Индевор. Экипаж — Марк Полански, Даглас Хёрли, Дэвид Вулф, Жюли Пайетт (Канада), Кристофер Кэссиди, Томас Маршбёрн, Тимоти Копра. Продолжение строительства Международной космической станции[44][45] доставка «Внешней экспериментальной платформы» (JEM EF).
- 21 июля — 2 августа — Чемпионат Европы по футболу 2009 (юноши до 19 лет).
- 23 июля — досрочные президентские выборы в Кыргызстане.
- 29 июля — досрочные парламентские выборы в Молдове.

### Август
- 1 августа — генеральным секретарём НАТО стал Андерс Фог Расмуссен.
- 14 августа — на стратегической российской подлодке К-496 «Борисоглебск» проекта 667БДР спущен Андреевский флаг.
- 17 августа:
  - теракт в Назрани. 25 человек погибло и 136 получили ранения различной степени тяжести.
  - техногенная катастрофа на Саяно-Шушенской ГЭС, погибло 75 человек, ранено более 15.
- 18 — 23 августа — в Жуковском прошёл IX Международный авиационно-космический салон (МАКС).
- 20 августа — в Исламской Республике Афганистан прошли вторые в истории страны президентские выборы. Победу одержал Хамид Карзай.
- 26 августа — запущен самый высокогорный газопровод «Дзуарикау — Цхинвал».
- 24 августа — миссия шаттла «Дискавери» к МКС.
- 28 августа — матч за Суперкубок УЕФА по футболу в Монако между «Барселоной» и «Шахтёром». Закончился со счётом 1:0.
- 29 августа:
  - открытие в Донецке стадиона класса «элит» Донбасс-Арена.
  - 128-й старт по программе Спейс Шаттл. 37-й полёт шаттла Дискавери. Экипаж — Фредерик Стеркоу, Кевин Форд, Патрик Форрестер, Джон Оливас, Хосе Эрнандес, Кристер Фуглесанг (Швеция), Николь Стотт. Продолжение строительства Международной космической станции.

### Сентябрь
- 1 сентября — в Евросоюзе запрещена продажа ламп накаливания мощностью 100 ватт.
- 24 — 25 сентября — саммит G20.
- 27 сентября — очередные выборы в германский Бундестаг.
- 27 сентября — парламентские выборы в Португалии.
- 30 сентября — запуск космического корабля «Союз ТМА-16» к МКС. Экипаж старта — Максим Сураев, Джеффри Уильямс (США) и Ги Лалиберте (Канада).

### Октябрь
- 2 октября
  - на повторном референдуме в Ирландии ратифицирован Лиссабонский договор.
  - Рио-де-Жанейро выбран местом проведения XXXI Летних Олимпийских игр[46].
- 3 октября — создан Тю́ркский сове́т[47][48][49]
- 9 октября — Бараку Обаме присудили Нобелевскую премию мира.
- 11 октября
  - приземление космического корабля Союз ТМА-14. Экипаж посадки — Г. И. Падалка, Майкл Баррат (США) и Г. Лалиберте (Канада).
  - единый день голосования в России. Выборы в законодательные органы ряда регионов, а также мэров ряда областных центров и других органов местного самоуправления.
- 14—24 октября — в Беларуси прошла перепись населения.
- 22 октября — начало розничных продаж операционной системы Windows 7
- 28 октября — первый тестовый запуск ракеты-носителя «Арес-1».

### Ноябрь
- 3 ноября — президент Чехии Вацлав Клаус подписал Лиссабонский договор.
- 7 ноября — по инициативе Русского общевоинского союза группа российских антикоммунистических организаций (РОВС, Российский имперский союз-орден, Санкт-Петербургская группа Народно-трудового союза российских солидаристов, историко-просветительский клуб «Вчера и сегодня») обратилась в Европейский парламент и ОБСЕ с предложением объявить 7 ноября Международным днём памяти жертв коммунизма[50].
- 13 и 23 ноября — взрывы боеприпасов в ФГУП «31-й арсенал МО РФ» ВМФ в Ульяновске.
- 16 ноября — 129-й старт (STS-129) по программе Спейс Шаттл. 31-й полёт шаттла Атлантис. Экипаж — Чарльз Хобо, Барри Уилмор, Майкл Форман, Роберт Сэтчер, Рэндолф Брезник, Леланд Мелвин. Продолжение строительства МКС.
- 18 ноября — определились все участники чемпионата мира по футболу 2010 года в ЮАР.
- 19 ноября — Херман ван Ромпёй избран первым постоянным председателем Европейского совета, Кэтрин Эштон — высоким представителем ЕС по иностранным делам и политике безопасности.
- 22 ноября — президентские выборы в Румынии (первый тур).
- 27 ноября — в результате совершённого исламскими террористами теракта произошло крушение поезда «Невский экспресс». Погибли 28 человек, ещё 95 пострадали[51][52].

### Декабрь
- 1 декабря
  - приземление космического корабля Союз ТМА-15. Экипаж посадки — Р. Ю. Романенко, Ф. де Винне (Бельгия) и Р. Тёрск (Канада).
  - вступил в силу Лиссабонский договор о реформе Европейского союза.
- 5 декабря — пожар в ночном клубе «Хромая лошадь» в Перми. Погибли 158 человек.
- 4 декабря — в Кейптауне состоялась жеребьёвка финалистов чемпионата мира по футболу 2010.
- 5 декабря — городам Архангельск, Козельск и Псков Указом Президента Российской Федерации присвоены звания Город воинской славы.
- 7 декабря — в Копенгагене начала работу конференция по изменению климата.
- 10 — 11 декабря — на заседании на Мадейре УЕФА принято окончательное решение по городам Украины, которые будут принимать Чемпионат Европы по футболу 2012.
- 11 декабря — представлена игровая видеоприставка Uzebox, которую может спаять самостоятельно любой радиолюбитель.
- 12 декабря — президентские выборы в Абхазии.
- 18 декабря — началась регулярная эксплуатация высокоскоростного электропоезда «Сапсан» по маршруту Москва — Санкт-Петербург.
- 20 декабря — запуск космического корабля «Союз ТМА-17» к МКС. Экипаж старта — Олег Котов, Тимоти Кример (США) и Соити Ногути (Япония).
- 26 декабря — открытие станций «Мякинино», «Волоколамская» и «Митино» Арбатско-Покровской линии Московского метрополитена.
- 26 декабря — открытие станции «Горьковская» после ремонта и открытие наземного вестибюля станции «Звенигородская» Петербургского метрополитена.
- 27 декабря — президентские выборы в Хорватии (первый тур).
- 30 декабря — вышел тысячный выпуск капитал-шоу «Поле чудес».

## Разное
- В Москве 2009 год объявлен «Годом равных возможностей».
- Год действия фильмов «Корпорация „Бессмертие“» (1992), «2009: Утраченные воспоминания» (2002), «Я — легенда» (2007), «Монстро» (2008), «На крючке» (2008) и «Знамение» (2009).
- В Беларуси 2009 год, в котором отмечается 65-я годовщина освобождения Беларуси от немецко-фашистских захватчиков, объявлен Годом родной земли[53].
- По данным интернет-сообщества «Слово года», в рунете главными словами 2009 года стали «медвепутия», «антикризисный» и «зомбоящик», а главными выражениями — «вторая волна кризиса», «крепкое кофе» и «голодообразующее предприятие»[54].
- Год председательства Греции в ОБСЕ[55].
- Год открытия 117-го химического элемента периодической системы Менделеева — теннессина.
- 10 февраля 2009 года коммерческий спутник американской компании спутниковой связи Iridium, выведенный на орбиту в 1997 году, столкнулся с российским военным спутником связи «Космос-2251», запущенным в 1993 году и выведенным из эксплуатации в 1995 году.

## Спорт
См. также: Категория:2009 год в спорте

### Футбол
См. также: 2009 год в футболе
- Чемпионом России стал «Рубин».
- Чемпионом Англии стал «Манчестер Юнайтед».
- Чемпионами Аргентины стали «Бока Хуниорс» (Клаусура) и Банфилд (Апертура).
- Чемпионом Бразилии стал «Фламенго».
- Чемпионом Германии стал «Вольфсбург».
- Чемпионом Италии стал «Интернационале».
- Чемпионом Испании стал «Барселона».
- Чемпионом Уругвая стал «Насьональ».
- Чемпионом Франции стал «Бордо».
- Чемпионом Беларуси стал БАТЭ.
- Победителем Лиги чемпионов УЕФА стала  «Барселона».
- Победителем Кубка УЕФА стал  «Шахтёр».
- Победителем Кубка Либертадорес стал  «Эстудиантес».
- Победителем Южноамериканский кубка стал  «ЛДУ Кито».
- Победителем клубного чемпионата мира стала  «Барселона».

### Хоккей
Чемпионы лиг:
- НХЛ: Питтсбург Пингвинз
- КХЛ: Ак Барс
- SEL: Ферьестад БК
- СМ-Лига: Кярпят
- NLA: Давос
- Чешская экстралига: Энергия ХК
- Немецкая хоккейная лига: Айсберен Берлин
- Чемпион мира:  Россия

### Баскетбол
См. также: 2009 год в баскетболе
- Евролига:  Греция Панатинаикос
- Кубок Европы:  Литва Летувос Ритас
- Кубок вызова:  Италия Виртус Болонья
- FIBA Asia Champions Cup 2009[англ.]:  Иран «Махрам Тегеран»
- Liga Sudamericana[англ.]:  Бразилия «Фламенго»
- НБА: «Лос-Анджелес Лейкерс»
- Суперлига А: ЦСКА (Москва)
- Серия А: Сиена
- А1: Панатинаикос
- Pro А: АСВЕЛ
- Суперлига Украины: Азовмаш
- Суперлига Грузии: Энергия Рустави
- ЛБЛ: Летувос Ритас
- ЛБЛ: Вентспилс
- ЭБЛ: Калев (Таллин)

### Автомотоспорт
- Формула-1  Дженсон Баттон (Brawn GP)

## Персоны года
Человек года по версии журнала Time — Бен Бернанке, американский экономист, председатель Федеральной резервной системы США.

## Нобелевские премии
- Нобелевская премия по физике присуждена Чарльзу Као (КНР-США) (1/2 премии), Уилларду Бойлу (США) (1/4 премии) и Джорджу Смиту (США) (1/4 премии) «за разработку оптических полупроводниковых сенсоров — ПЗС-матриц»[56].
- Нобелевская премия по химии присуждена Венкатраману Рамакришнану (Великобритания), Томасу Стейцу (США) и Аде Йонат (Израиль) «за исследования структуры и функций рибосомы».
- Нобелевская премия по физиологии и медицине присуждена Элизабет Блэкбёрн (Австралия-США), Кэрол Грейдер (США) и Джеку Шостаку (США) «за открытия механизма защиты хромосом теломерами и ферментом теломеразой».
- Нобелевская премия по литературе присуждена Герте Мюллер (Румыния-Германия), которая «с сосредоточенностью в поэзии и искренностью в прозе описывает жизнь обездоленных».
- Нобелевская премия мира присуждена Бараку Обаме (США) «за экстраординарные усилия в укреплении международной дипломатии и сотрудничество между народами».